# Ray J. Madden

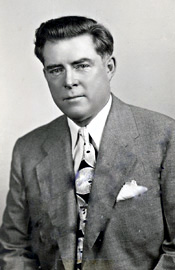
Ray J. Madden

 Ray John Madden (* 25. Februar 1892 in Waseca, Minnesota; † 28. September 1987 in Washington, D.C.) war ein US-amerikanischer Politiker. Zwischen 1943 und 1977 vertrat er den Bundesstaat Indiana im US-Repräsentantenhaus.

## Werdegang
Ray Madden besuchte die öffentlichen Schulen seiner Heimat und die Sacred Heart Academy. Nach einem anschließenden Jurastudium an der Creighton University in Omaha (Nebraska) und seiner 1913 erfolgten Zulassung als Rechtsanwalt begann er in Omaha in diesem Beruf zu arbeiten. Im Jahr 1916 war er dort städtischer Richter. Während des Ersten Weltkrieges diente Madden in der US Navy. Nach dem Krieg praktizierte er in Gary als Anwalt. Von 1935 bis 1938 war er Rechnungsleiter in dieser Stadt; von 1938 bis 1942 fungierte er als Kämmerer im Lake County.
Madden war Mitglied der Demokratischen Partei. Seit 1936 nahm er an allen regionalen demokratischen Parteitagen in Indiana teil; zwischen 1940 und 1968 war er außerdem Delegierter zu allen Democratic National Conventions. Bei den Kongresswahlen 1942 wurde Madden im ersten Wahlbezirk von Indiana in das US-Repräsentantenhaus in Washington gewählt, wo er am 3. Januar 1943 die Nachfolge von William T. Schulte antrat. Nach 16 Wiederwahlen konnte er bis zum 3. Januar 1977 insgesamt 17 Legislaturperioden im Kongress absolvieren. Zwischen 1963 und 1965 vertrat er für eine Legislaturperiode den achten Distrikt, ehe er wieder in den ersten zurückkehrte.
Während Maddens Zeit als Kongressabgeordneter wurde er durch seine Initiative bekannt, durch eine Kommission des Repräsentantenhauses das Massaker von Katyn untersuchen zu lassen. Der Bericht der nach ihm benannten Madden-Kommission, die unter seinem Vorsitz zu Zeugenbefragungen auch nach London, Frankfurt am Main und Neapel reiste, wurde 1952 vorgelegt. Im Rahmen der Gegenoffensive der kommunistischen Führung der Volksrepublik Polen gegen die Madden-Kommission wurde er von der Warschauer Presse, die der Parteikontrolle unterlag, als „Hitler-Sympathisant“ und „Verteidiger der Goebbelschen Propaganda“ angegriffen.
Zwischen 1965 und 1969 war Madden Mitvorsitzender des Joint Committee on Organization of Congress. Von 1973 bis 1977 war er Vorsitzender des Geschäftsordnungsausschusses.
1976 wurde der damals 84-jährige Ray Madden von seiner Partei nicht mehr zur Wiederwahl nominiert und zog sich nach seinem Ausscheiden aus dem Repräsentantenhaus am 3. Januar 1977 aus der Politik zurück. Er blieb aber in der Bundeshauptstadt Washington wohnhaft, wo er am 28. September 1987 im Alter von 95 Jahren starb. Er wurde auf dem Nationalfriedhof Arlington in Virginia beigesetzt.